# Francesca Mazza
Francesca Mazza (Cremona, 23 febbraio 1958) è un'attrice teatrale italiana.

## Biografia
Laureata con lode in Lettere e Filosofia, corso di laurea in Discipline dell'Arte, della Musica, dello Spettacolo.
Si diploma alla Scuola di Teatro di Bologna diretta da Alessandra Galante Garrone. Ha studiato canto e chitarra classica.
Nel 1982 debutta in ambito professionistico con lo spettacolo Il bugiardo di Carlo Goldoni, regia di Alvaro Piccardi, nella compagnia di Ugo Pagliai e Paola Gassman.
Dal 1983 inizia a lavorare negli spettacoli di Leo de Berardinis dapprima presso la Cooperativa Nuova Scena di Bologna poi all'interno del Teatro di Leo di cui è anche fondatrice. Nel corso di questi anni partecipa a dodici spettacoli, dalla tetralogia Shakespeariana - Amleto, King Lear studi e variazioni, Tempesta, Macbeth - a Novecento e Mille, escursione sulla storia e la cultura del nostro secolo; dalla favola pirandelliana de I giganti della montagna alla rivisitazione del mondo della Commedia dell'Arte de Il ritorno di Scaramouche. Contemporaneamente partecipa ad altre produzioni teatrali tra cui due spettacoli prodotti rispettivamente dal Festival di Santarcangelo (1988) e dalle Orestiadi di Gibellina (1989) con il regista cinematografico cileno Raùl Ruiz.
Lo spettacolo Scenté (1992) tratto da L'anima buona del Sezuan di Bertolt Brecht, prodotto dal Teatro di Leo con la doppia regia di Leo de Berardinis e di Alfonso Santagata, è stato il primo assolo d’attrice che ha affrontato. Nell'aprile '95 nell'ambito della rassegna Il linguaggio della dea curata da Ermanna Montanari per Ravenna Teatro ha realizzato una performance teatrale dal titolo Autoritratto, presentata, in seguito, in rassegne e festival teatrali. Nel febbraio 1996 ha seguito un corso di regia condotto dal regista argentino Fernando Solanas presso la Cineteca Comunale di Bologna.
Nel febbraio '97 ha diretto e interpretato 'Nu pate teneva sette figlie femmene, fiaba in musica tratta dalla Tradizione napoletana, in collaborazione con il musicista Guido Sodo. Sempre nel 1997 è stata protagonista dello spettacolo Miranda, visioni dall'isola di pietra, opera conclusiva del progetto Le radici del Pilastro ideato e diretto da Paolo Billi e ha preso parte allo spettacolo di teatro-danza Duetti Guerriglieri diretto dalla coreografa e regista July-Ann Anzilotti.
Nella stagione '98/'99 ha partecipato alla produzione e alla tournée del Giulio Cesare di William Shakespeare per la regia di Ninni Bruschetta realizzato dall'Ente Autonomo Regionale Teatro di Messina / Nutrimenti Terrestri. Nell'aprile '99 ha debuttato Scolpita dal tempo spettacolo itinerante di cui è interprete e regista, con la drammaturgia di Alessandra Rossi Ghiglione.
Nel 1999 fonda con Angela Malfitano la compagnia Tra un atto e l’altro che partecipa con il progetto Deaodissea a Bologna 2000 capitale della cultura. Sempre nel '99 è stata impegnata ne La Strana festa, spettacolo di teatro-danza per la regia e coreografia di July-Ann Anzilotti che ha debuttato nell'ambito del festival Eurochianti il 3 settembre '99.
Del 2000 è la partecipazione allo spettacolo Madame De Sade di Yukio Mishima con la compagnia Teatri di Vita diretta da Andrea Adriatico (Napoli, Teatro Nuovo 8 febbraio 2000) e a Figlie d’Ismaele. Nel vento e nella tempesta di Assia Djebar, per la regia di Gigi Dall’Aglio, prodotto dal Teatro di Roma (Roma, Teatro India, 18 settembre 2000).
Nell’aprile 2001 ha debuttato con 6 la nuova produzione di Teatri di Vita, con la regia di Andrea Adriatico.
Nell’aprile 2002 ha debuttato con l’assolo Una città perfetta ispirato a Venezia Salvata di Simone Weil ed è stata aiuto regia di Jacques Lassalle per l’allestimento dell'Ifigenia in Tauride di W. Goethe prodotto dal Teatro Stabile del Veneto (Vicenza, Teatro Olimpico 3 ottobre 2002).
Dal 2003 ha la direzione artistica della stagione Sguardi per il Teatro Biagi D’Antona di Castel Maggiore (BO). Nel 2003 ha partecipato allo spettacolo Donne. Guerra. Commedia. di Thomas Brasch per la regia di Andrea Adriatico, allo spettacolo Pirandello Suite di Julie-Ann Anzilotti e Memè Perlini ed è stata protagonista femminile del film Il vento, di sera ancora per la regia di Andrea Adriatico, presentato all’interno della sezione Forum al Festival di Berlino 2004. Nell’autunno 2003 con la compagnia teatrale Fanny e Alexander ha portato in tournée europea (Francia, Belgio e Germania) lo spettacolo Ardis I, Les enfants maudit. Con la stessa compagnia ha debutto al Kunstenfestivaldesarts di Bruxelles l’11 maggio 2004 con lo spettacolo Ardis II, scrabble for six players e al Festival delle colline torinesi il 14 giugno 2005 con lo spettacolo AquaMarina.
Il 13 luglio 2005 ha debuttato nello spettacolo I Costruttori d'Imperi di Boris Vian per la regia di Davide Iodice, con la Compagnia di Alessandro Benvenuti, all'interno del Festival Armunia Costa degli Etruschi.
Nel febbraio 2007 ha debuttato a Skopje con la nuova produzione della Compagnia Fanny & Alexander Dorothy. Sconcerto per Oz. Nel mese di marzo '07 ha debuttato come protagonista femminile nello spettacolo Il ritorno al deserto di Bernard Marie Koltès con la Compagnia Teatri di Vita. Lo spettacolo ha ottenuto la nomination ai Premi Ubu, come migliore novità straniera.
A marzo '08 ha debuttato nella produzione del Teatro Stabile di Bologna Arena del Sole con lo spettacolo From Medea di Grazia Verasani con la regia di Riccardo Marchesini. Nel luglio '08 ha debuttato nello spettacolo Le Cognate per la regia di Andrea Adriatico, a Bologna, presso Teatri di Vita.
Nell’aprile '09 ha debuttato a Bologna col monologo Non io di Samuel Beckett, diretta da Andrea Adriatico e a Napoli, all’interno del progetto Spara, trova il tesoro, ripeti con gli spettacoli Le Troiane e La Madre di Mark Ravenhill per la regia di Fabrizio Arcuri (Accademia degli Artefatti). Nel marzo 2010, sempre con Accademia degli Artefatti, ha debuttato con un nuovo capitolo del progetto Spara, trova il tesoro, ripeti, dal titolo Intolerance.
Aprile 2010, debutta a Castel Maggiore con Deux petites dames vers le nord di Pierre Notte, uno spettacolo prodotto dall’Associazione Tra un atto e l’altro in cui divide la scena con Angela Malfitano. Il 7 giugno 2010, a Torino, debutta all’interno del Festival delle colline torinesi con il nuovo spettacolo di Fanny & Alexander dal titolo West. Il 28 giugno 2011 ha debuttato a Roma, Teatro India, con Accademia degli Artefatti nello spettacolo Orazi e Curiazi di Bertolt Brecht, per la regia di Fabrizio Arcuri.
Il 20 gennaio 2012 ha debuttato a Berlino, Volksbuhne, con Fatzer Fragment di Bertolt Brecht per la regia di Fabrizio Arcuri, produzione del Teatro Stabile di Torino. Il 29 marzo 2012 ha debuttato a Monaco di Baviera, Residenz Theatre, con Accademia degli Artefatti, nello spettacolo Sangue sul collo del gatto di Rainer Werner Fassbinder per la regia di Fabrizio Arcuri. Il 18 giugno 2012 ha debuttato a Napoli, Nuovo Teatro Nuovo, all’interno del Napoli Teatro Festival, con Accademia degli Artefatti nello spettacolo Taking care of baby di Dennis Kelly per la regia di Fabrizio Arcuri.
Histoire de F tratto dal Faust di Goethe per la regia di Pietro Babina, ha debuttato a Bologna, nel gennaio 2014 e Faustin and out di Elfriede Jelinek, per la regia di Fabrizio Arcuri che ha debuttato nel luglio 2014 al Mittelfest di Cividale del Friuli e Un pezzo per SPORT di Elfriede Jelinek, per la regia di Andrea Adriatico, Vie Festival, Bologna 23 ottobre 2014.
Nel 2015 ha partecipato allo spettacolo Sweet home Europa di Davide Carnevali per la regia di Fabrizio Arcuri, prodotto dal Teatro di Roma e allo spettacolo Ritter Dene Voss di Thomas Bernhard per la regia di Pietro Babina, prodotto da ERT Emilia Romana Teatri.
Nel mazo 2016 ha debuttato con Candide di Mark Ravenhill, per la regia di Fabrizio Arcuri, prodotto dal Teatro di Roma. Nel mese di maggio ha preso parte a Bologna 900 e duemila per la regia di Andrea Adriatico. Il 18 ottobre ha debuttato nella produzione di A porte chiuse di Jean-Paul Sartre, per la regia di Andrea Adriatico e a marzo 2017 in Chiedi chi era Francesco di Grazia Verasani, sempre per la regia di Andrea Adriatico. Sempre nel 2017 ha preso parte allo spettacolo Fratelli di Pier Lorenzo Pisano, Roma, Teatro India, 1 giugno. A settembre 2017 è stata nel prestigioso cast del progetto Ritratto di una nazione prodotto dal Teatro di Roma, per la regia di Fabrizio Arcuri.
Nella stagione 2018 ha preso parte allo spettacolo Antigone di Sofocle per la regia di Federico Tiezzi, prodotto dal Teatro di Roma e al progetto Rave Foster Wallace della compagnia Fanny & Alexander.
Nel 2019 ha preso parte allo spettacolo Jackie di Elfirede Jelinek per la regia di Alan Alpenfelt, produzione LAC, Lugano Arte e Cultura, e ha curato la regia di Concerto per Thelma e Louise: in scena con lei, Angela Baraldi e la pianista Rita Marcotulli. Nell’edizione 2019 di Romaeuropa Festival ha debuttato con Lullaby - Tragedia aerobica di Erika Z. Galli e Martina Ruggeri (Industria Indipendente).
Del 2020 è il debutto de La casa di Bernarda Alba di Federico García Lorca per la regia di Leonardo Lidi (Teatro stabile di Torino); del 2021 Elettra di Fabrizio Sinisi con la regia di Lisa Ferlazzo Natoli (ERT Emila Romagna Teatri) e La tragica storia del Dottor Faust da Christopher Marlowe, con la regia di Giovanni Ortoleva (cooperativa del Teatro della Tosse).
Nel 2022 è stata diretta da Leonardo Lidi in Misantropo di Molière (Teatro Stabile di Torino) e nel Il gabbiano di Anton Čechov (Teatro stabile dell’Umbria) che ha debuttato al Festival dei due mondi di Spoleto.
Nel 2024 ha vinto il Premio Ubu per miglior attrice protagonista per il ruolo di Annamaria nello spettacolo La Ferocia di VicoQuartoMazzini e tratto dal romanzo omonimo di Nicola Lagioia.

## Teatro

### Attrice
- Il bugiardo di Carlo Goldoni, regia di Alvaro Piccardi (1981)
- Arsenico e vecchi merletti di Joseph Kesselring, regia di M. T. Pizzi (1982)
- Amleto di William Shakespeare, regia di Leo de Berardinis (1983)
- King Lear. Studi e variazioni di William Shakespeare, regia di Leo de Berardinis (1985)
- Amleto (II edizione) di William Shakespeare, regia di Leo de Berardinis (1985)
- La Tempesta di William Shakespeare, regia di Leo de Berardinis (1986)
- Novecento e Mille, drammaturgia e regia di Leo de Berardinis (1987)
- La Tempesta (II edizione) di William Shakespeare, regia di Leo de Berardinis (1987)
- Delirio, testo e regia di Leo de Berardinis (1987)
- Macbeth di William Shakespeare, regia di Leo de Berardinis (1988)
- Novecento e Mille (II edizione), regia di Leo de Berardinis (1988)
- Lo schiavo del Demonio o l'origine sportiva dello Stato di Antonio Mira de Amescua, adattamento e regia di Raúl Ruiz (1988)
- Quintett, drammaturgia e regia di Leo de Berardinis (1988)
- La creazione del mondo o la conquista dell'America da AA.VV., regia di Raúl Ruiz (1989)
- Metamorfosi, testo e regia di Leo de Berardinis (1990)
- Totò, Principe di Danimarca di Leo de Berardinis (1990)
- L'impero della Ghisa, di Leo de Berardinis (1991)
- Scentè, da L’anima buona del Sezuan di Bertolt Brecht, regia di Alfonso Santagata e Leo de Berardinis (1992)
- Totò, Principe di Danimarca (II edizione) da William Shakespeare, drammaturgia e regia di Leo de Berardinis (1993)
- I giganti della montagna, di Luigi Pirandello, regia di Leo de Berardinis (1993)
- Il ritorno di Scaramouche di Jean Baptiste Poquelin e Leòn de Berardin da Molière, drammaturgia e regia di Leo de Berardinis (1994)
- Miranda, visioni dall’isola di pietra, di P. Billi e M. Marino, regia di Paolo Billi (1997)
- Duetti guerriglieri, di Julie Ann Anzilotti (1997)
- Giulio Cesare di William Shakespeare, regia di N. Bruschetta (1998)
- La strana festa di Julie Ann Anzilotti (1999)
- Madame De Sade di Yukio Mishima, regia di Andrea Adriatico (2000)
- Figlie d’Ismaele. Nel vento e nella tempesta di Assia Djebar, regia di Gigi Dall’Aglio (2000)
- 6, regia di Andrea Adriatico (2001)
- Donne. Guerra. Commedia. di Thomas Brasch, regia di Andrea Adriatico (2003)
- Pirandello Suite di Julie Ann Anzilotti e Memè Perlini (2003)
- Ardis I, Les enfants maudit, regia di Luigi De Angelis (2003)
- Ardis II, scrabble for six players, regia di Luigi De Angelis (2004)
- Aquamarina, regia di Luigi De Angelis (2005)
- I Costruttori d'Imperi di Boris Vian, regia di Davide Iodice (2005)
- Le quattro gemelle di Copi, regia di Andrea Adriatico (2006)
- Dorothy. Sconcerto per Oz, regia di Luigi De Angelis (2007)
- Delirio a due di Eugène Ionesco, regia di Massimo Sceusa (2007)
- Il ritorno al deserto di Bernard Marie Koltès, regia di Andrea Adriatico (2007)
- From Medea di Grazia Verasani con la regia di Riccardo Marchesini (2008)
- Parole e musica di Samuel Beckett, regia di Massimo Sceusa (2008)
- Le Cognate di Michel Tremblay, regia di Andrea Adriatico (2008)
- Non io di Samuel Beckett, regia di Andrea Adriatico (2009)
- Le Troiane e La Madre di Mark Ravenhill, regia di Fabrizio Arcuri (2009)
- Intolerance di Mark Ravenhill, regia di Fabrizio Arcuri (2010)
- West di Chiara Lagani, regia Luigi De Angelis (2010)
- Orazi e Curiazi di Bertolt Brecht, regia di Fabrizio Arcuri (2011)
- Fatzer Fragment di Bertolt Brecht, regia di Fabrizio Arcuri (2012)
- Sangue sul collo del gatto di Rainer Werner Fassbinder, regia di Fabrizio Arcuri (2012)
- Taking care of baby di Dennis Kelly, regia di Fabrizio Arcuri (2012)
- Histoire de F, dal Faust di Goethe, regia di Pietro Babina (2014)
- Faustin and out di Elfriede Jelinek, regia di Fabrizio Arcuri (2014)
- Un pezzo per SPORT di Elfriede Jelinek, regia di Andrea Adriatico (2014)
- Sweet home Europa di Davide Carnevali, regia di Fabrizio Arcuri (2015)
- Ritter Dene Voss di Thomas Bernard, regia di Pietro Babina (2015)
- Candide di Mark Ravenhill, regia di Fabrizio Arcuri (2016)
- Bologna 900 e 2000 di Milena Magnani, Grazia Verasani e Simona Vinci, regia di Andrea Adriatico (2016)
- A porte chiuse di Jean Paul Sartre, regia di Andrea Adriatico (2016)
- Chiedi chi era Francesco di Grazia Verasani, regia di Andrea Adriatico (2017)
- Fratelli di Pier Lorenzo Pisano (2017)
- Ritratto di una nazione, regia di Fabrizio Arcuri (2017)
- Antigone di Sofocle, regia di Federico Tiezzi (2018)
- Rave Foster Wallace di Fanny & Alexander (2018)
- Jackie di Elfriede Jelinek, regia di Alan Alpenfelt (2019)
- Lullaby- Tragedia aerobica, regia di Erika Z. Galli e Martina Ruggeri (2019)
- La casa di Bernarda Alba di Federico Garcia Lorca, regia di Leonardo Lidi (2020)
- Elettra di Fabrizio Sinisi, regia di Lisa Ferlazzo Natoli (2021)
- Epidemia di Agota Kristof, regia di Alan Alpenfelt (2021)
- La tragica storia del Dottor Faust di Christopher Marlowe, regia di Giovanni Ortoleva (2021)
- Misantropo di Molière, regia di Leonardo Lidi (2022)
- Il Gabbiano - Progetto Čechov: prima tappa di Anton Čechov, regia di Leonardo Lidi (2022)
- Fedra di Seneca, regia di Elena Sofia Ricci (2022)
- Zio Vanja - Progetto Čechov: seconda tappa di Anton Čechov, regia di Leonardo Lidi (2023)
- La Ferocia tratto dal romanzo di Nicola Lagioia, adattamento di Linda Dalisi, regia di VicoQuartoMazzini (2023)
- Il giardino dei ciliegi - Progetto Čechov: terza tappa di Anton Čechov, regia di Leonardo Lidi (2024)

### Attrice e regista
- Nu pate teneva sette figlie femmene, fiaba in musica tratta dalla tradizione napoletana, in collaborazione con il musicista Guido Sodo (1997)
- Scolpita dal tempo, con la drammaturgia di Alessandra Rossi Ghiglione (1999)
- Una città perfetta ispirato a Venezia Salvata di Simone Weil (2002)
- Due vecchiette vanno a nord di Pierre Notte (2009)
- Tutto il mondo è un teatro da William Shakespeare (2015)
- Tutto il mondo è un teatro (II edizione) da William Shakespeare (2016)
- Guerre e pace (2017)
- Nel fuoco della rivolta (2018)
- Frankenstein, un anno senza estate da Mary Shelley (2018)
- Concerto per Thelma e Louise (2019)
- Due sorelle di Caroline Harding (2019)
- Naviganti (2019)
- Notturno (2020)
- La vita nuova (2021)

## Cinema
- Best of both worlds della AKA Pictures/Zenith Entertainment (2000)
- Il vento, di sera regia di Andrea Adriatico, Teatri di Vita/Cinemare (2003)
- All’amore assente regia di Andrea Adriatico, Cinemare (2007)
- Laura Bassi, una vita straordinaria regia di Enza Negroni, produzione Valeria Consolo (2011)
- Gli anni amari regia di Andrea Adriatico, Cinemare, Rai cinema, Pavarotti International (2019)
- Amati fantasmi regia di Riccardo Marchesini, Giostra Film (2020)
- I nostri ieri regia di Andrea Papini, Atomo Film (2022)

## Radio
- Dieci puntate de Il sogno di mezzanotte Rai Radio 3 (2011/2012)
- Le Troiane di Mark Ravenhill, regia di Fabrizio Arcuri, in diretta per la trasmissione Tutto esaurito! Rai Radio 3 (2011)
- Il testamento dei nostri giorni di Edward Bond, regia di Lisa Ferlazzo Natoli, in diretta per la trasmissione Tutto esaurito! del 17 novembre 2014, Rai Radio 3
- Faustine and Out di Elfriede Jelinek, regia di Fabrizio Arcuri, in diretta per la trasmissione Tutto esaurito! del 18 novembre 2014, Rai Radio 3

## Podcast
- La parola immaginata di Francesca Mazza, Agorà (2020)
- Arrival di Ted Chiang, regia di Lisa Ferlazzo Natoli, Lacasadargilla e Emilia Romagna Teatro Fondazione (2020)
- La vespa celiaca di Pietro Sanclemente, regia di Renzo Martinelli, Teatro i (2021)

## Premi e riconoscimenti
- Premio Ubu
  - 2004/2005: Migliore attrice non protagonista per Ada, cronaca familiare e AquaMarina di Fanny & Alexander
  - 2009/2010: Migliore attrice protagonista per West di Fanny & Alexander e progetto Spara, trova il tesoro, ripeti di Marc Ravenhill di Accademia degli Artefatti
  - 2023/2024: Migliore attrice protagonista per La Ferocia di VicoQuartoMazzini tratto dal romanzo di Nicola Lagioia
- Premio DAMS 2004 in riconoscimento dell’attività artistica svolta al fianco di Leo de Berardinis insieme ai colleghi della Compagnia “Teatro di Leo”
- Premio Viviani 2006 Festival Benevento Città Spettacolo, direzione artistica Ruggero Cappuccio, alla Compagnia “Teatro di Leo”